# Mont-de-Fosse
Mont-de-Fosse est un hameau de la commune belge de Trois-Ponts située en Région wallonne dans la province de Liège.
Avant la fusion des communes de 1977, Mont-de-Fosse faisait déjà partie de la commune de Trois-Ponts. Avant 1970, le hameau faisait partie de la commune de Fosse.

## Situation
Ce hameau se trouve en Ardenne dans un environnement de prairies sur une crête dominant à l'ouest la vallée du Baleur et à l'est les vallées encaissées et boisées de la Salm et du ruisseau de la Venne, un de ses affluents. Les habitations de Mont-de-Fosse se sont principalement implantées le long de la route menant de Henri-Moulin à Bergeval à une altitude variant entre 335 mètres et 390 mètres. À 1 kilomètre au nord-est, se trouve le centre de Trois-Ponts.

## Description
Quelques anciennes fermettes bâties en moellons de grès sont aujourd'hui englobées dans un hameau d'une quarantaine d'habitations de construction récente et de type pavillonnaire. On remarque un crucifix adossé à une des fermettes.